# Astrid Kiendler-Scharr
Astrid Kiendler-Scharr (* 5. September 1973 in Innsbruck; † 6. Februar 2023) war eine österreichisch-deutsche Physikerin und Klimaforscherin. Sie war Vorsitzende des Deutschen Klima-Konsortiums und Leitautorin des 2021 veröffentlichten Sechsten Sachstandsberichts des Weltklimarats (IPCC) mit den aktualisierten wissenschaftlichen Erkenntnissen zu Ursachen, Verlauf und Risiken des Klimawandels.

## Leben
Astrid Kiendler-Scharr studierte von 1991 bis 1996 Physik an der Universität Innsbruck und schloss als Magistra rer. nat. mit Auszeichnung ab. Von 1996 bis 1999 absolvierte sie ein Promotionsstudium am Max-Planck-Institut für Nuklearphysik in der Abteilung für Atmosphärenphysik in Heidelberg und schloss dieses 1999 an der Universität Heidelberg magna cum laude ab. 2010 wurde sie an der Universität zu Köln habilitiert.
2012 wurde Kiendler-Scharr wissenschaftliche Direktorin der Abteilung IEK-8 für Troposphärenforschung am Forschungszentrum Jülich. Im Dezember 2012 wurde sie als Professorin für Experimentalphysik an der Universität Köln auf die Exzellenz-Professur der Helmholtz-Gemeinschaft berufen. 2016 wurde sie Direktorin des Instituts für Energie- und Klimaforschung (IEK) und stellvertretende Vorsitzende des Wissenschaftlich-Technischen Rates am Forschungszentrum Jülich, dessen Vorsitz sie zwischen 2018 und 2021 innehatte. Sie war Vorstandsvorsitzende des Deutschen Klima-Konsortiums und eine der Gründungsdirektoren des Zentrums für Erdsystembeobachtung und rechnergestützte Analyse (CESOC). Von 2014 bis 2016 war sie Präsidentin der Gesellschaft für Aerosolforschung (GaeF).
Astrid Kiendler-Scharr war verheiratet und Mutter zweier Kinder. Sie starb plötzlich und unerwartet im Alter von 49 Jahren am 6. Februar 2023.

## Wirken
Wissenschaftliche Schwerpunkte ihrer Arbeit waren die Aerosol-Physik, die Erforschung von Austausch- und Feedbackmechanismen zwischen Atmosphäre und Biosphäre und die Entwicklung von Massenspektrometrie-Methoden für Messungen in der Atmosphäre.
Kiendler-Scharr galt als international renommierte Atmosphären- und Klimaforscherin. Zum Zeitpunkt ihres Todes hatte sie nach Scopus einen h-Index von 46. Sie war Mitherausgeberin des Journals Atmospheric Chemistry and Physics und Reviewerin einer Vielzahl anderer Fachpublikationen.
2012 zeichnete sie die Helmholtz-Gemeinschaft deutscher Forschungszentren mit der Exzellenz-Professur aus. 2020 hatte sie die Visiting Miller Professorship der University of California in Berkeley inne. 2021 war sie im sechsten IPCC-Sachstandsbericht eine Leitautorin im Kapitel zu den kurzlebigen Klimatreibern.
Um Kiendler-Scharrs „Vorbildfunktion als erfolgreicher Klimawissenschaftlerin für den weiblichen, naturwissenschaftlichen Nachwuchs gerecht [zu] werden“, vergab das Center for Earth System Observation and Computational analysis der Universitäten Köln und Bonn und des Forschungszentrums Jülich 2024 drei nach ihr benannte Astrid Kiendler-Scharr Deutschlandstipendien.

## Veröffentlichungen
- mit Hallquist, M. et al.: Organic aerosol components derived from 25 AMS data sets across Europe using a consistent ME-2 based source apportionment approach in Atmospheric Chemistry and Physics, Juli 2009
- mit Crippa, M. et al.: General overview: European Integrated project on Aerosol Cloud Climate and Air Quality interactions (EUCAARI) – integrating aerosol research from nano to global scales in Atmospheric Chemistry and Physics, Juni 2014
- mit Kulmala, M. et al.: General overview: European Integrated project on Aerosol Cloud Climate and Air Quality interactions (EUCAARI) – integrating aerosol research from nano to global scales in Atmospheric Chemistry and Physics, 2011
- mit Wildt, J. et al.: New particle formation in forests inhibited by isoprene emissions in Nature, September 2009